# Monument Homenatge a Picasso
Homenatge a Picasso és una obra d'Antoni Tàpies que es troba al Passeig de Picasso de Barcelona. L'obra es troba coberta per un cub de vidre de 4m per costat, vorejat per un petit estany d'onze metres quadrats. Per les parets laterals del vidre surt aigua.

## Història
El 1981 l'Ajuntament de Barcelona va encarregar a Antoni Tàpies de realitzar un monument per homenatjar a Pablo Picasso, amb la voluntat d'ubicar-ho a la intersecció entre el Passeig de Picasso, l'entrada al Parc de la Ciutadella i l'eix de vianants que venen de Santa Maria del Mar.
L'artista va decidir crear una obra fent un assemblatge de mobles d'estil modernista, més concretament fent servir un moble que tenia diverses funcionalitats -sofà, mirall i armari alhora- per evocar el període en què Picasso va viure a Barcelona. El moble està travessat per unes bigues de ferro blanques que recorden la Barcelona industrial de principis de segle xx.
L'assamblatge també conté un conjunt de cadires apilades, lligades amb cordes i unes mantes blanques desplegades que contenen algunes frases de Picasso a la part de baix, com per exemple la que diu: 
| «               | un quadre no és per decorar un saló, sinó que és una arma d'atac i de defensa contra l'enemic | » |
| — Pablo Picasso |                                                                                               |   |

El 2006 Pere Casanovas va restaurar el monument.

## Exposicions
El 2007 la Fundació Tàpies li va dedicar una exposició temporal, on mostrava els esbossos preparatoris de l'escultura.